# HL-60

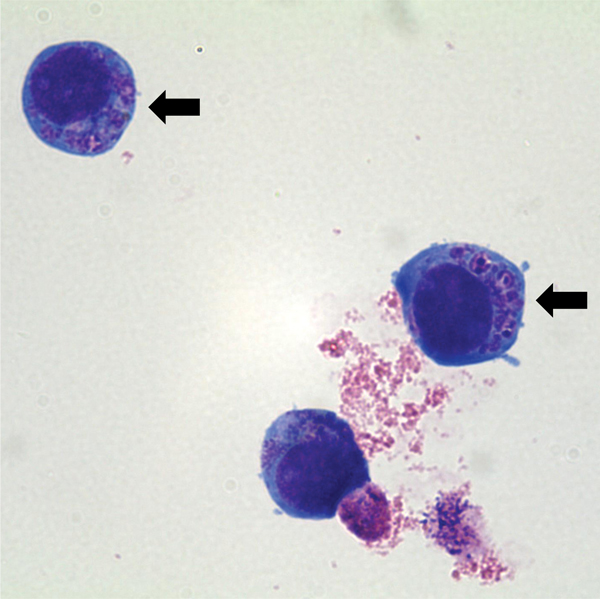
HL-60细胞

HL-60是目前已用於科學研究的人類白血病細胞系，最初是分離自一名36歲的人類女性急性早幼粒細胞白血病患者。

## 特徵
HL-60細胞以懸浮培養的形式在含有營養和抗生素的培養基中持續增殖，倍增時間約為36至48小時。HL-60細胞表現出嗜中性早幼粒細胞 (neutrophilic promyelocytic morphology) 形態，隨後進行的評估則指出其出自成熟的急性骨髓性白血病。HL-60細胞通過在細胞表面表達的轉鐵蛋白及胰島素受體進行增殖。如果從無血清培養基中除去轉鐵蛋白或胰島素受體其中一項，HL-60細胞的增殖就會立即停止。通過二甲基亞碸或維A酸的化合物，可以誘導其分化為成熟的粒細胞；而骨化三醇、佛波醇-12-十四烷酰-13-乙酸酯及顆粒白血球-巨噬細胞集落刺激因子等的化合物，則可以分別誘導HL-60細胞分化為單核細胞、巨噬細胞樣或嗜酸性粒細胞表型。

## 科研用途
HL-60細胞可以用作研究生理學、藥理學和病毒學因素對髓樣分化的影響。 HL-60細胞模型已經應用於研究DNA拓撲異構酶IIα和IIβ對細胞分化和凋亡的影響，並且特別適用於介電泳研究。此外，研究人員已使用HL-60細胞來研究細胞內的鈣是否在活性氧誘導的胱天蛋白酶激活中發揮到作用 。HL-60細胞及衍生的分化細胞，它們的染色質和基因表達譜研究是近年進行的研究。

## 外部連結
Cellosaurus entry for HL-60（页面存档备份，存于）